# Thuộc địa lưu đày

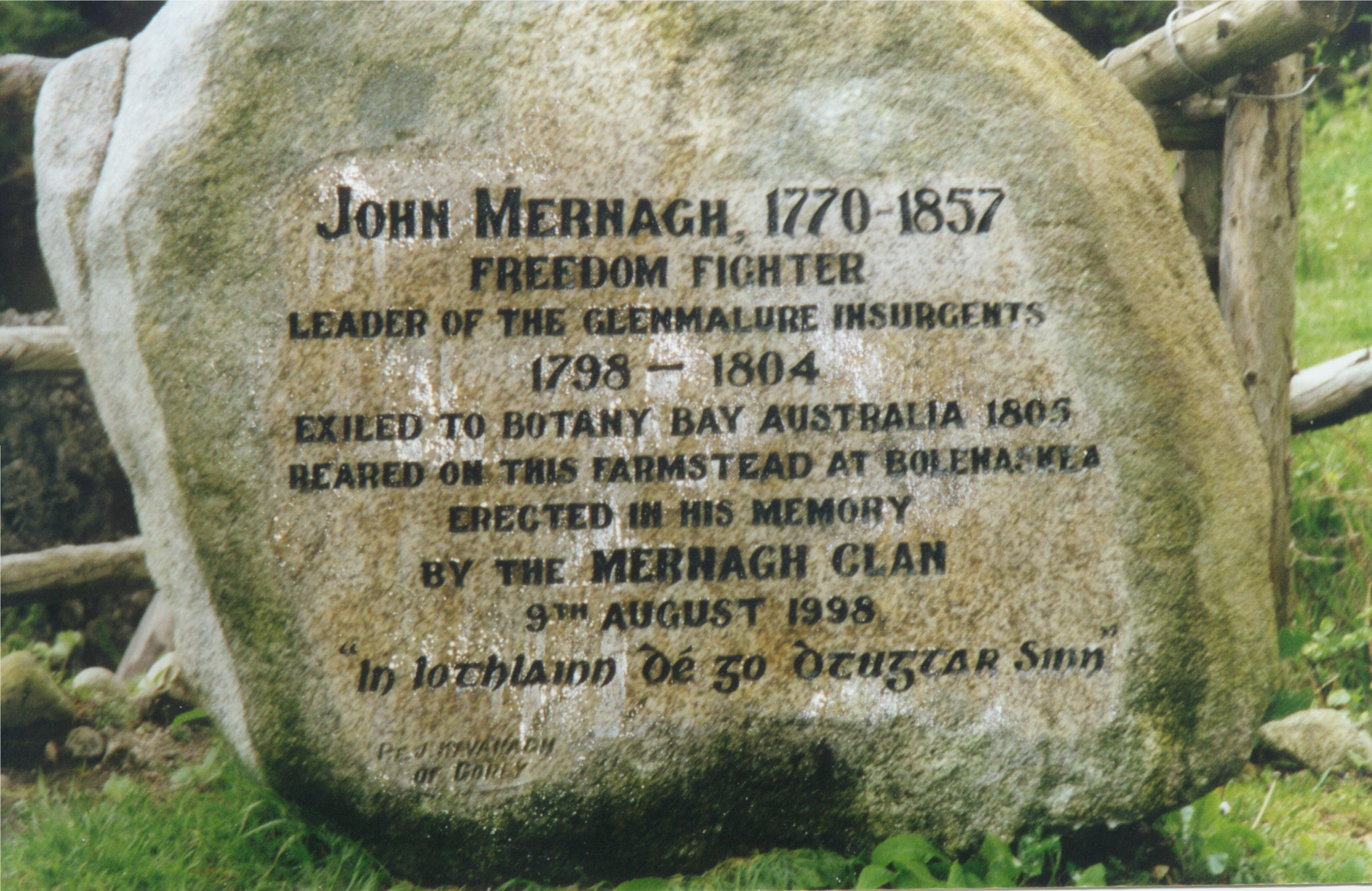
Viên đá ghi danh một nhà cách mạng Ireland bị lưu đày ở vịnh Botany, Úc.

Thuộc địa lưu đày là một địa điểm, thường là một hòn đảo hoặc một lãnh thổ thuộc địa xa xôi, để lưu đày tù nhân và tách biệt họ khỏi xã hội. Mặc dù cụm từ này có thể được sử dụng để chỉ một cơ sở cải tạo nằm ở một địa điểm xa xôi, nhưng cụm từ này chủ yếu được sử dụng để chỉ các cộng đồng tù nhân bị giám sát bởi các quản giáo hoặc giám đốc nhà tù có thẩm quyền tuyệt đối.
Trong lịch sử, các thuộc địa lưu đày thường được sử dụng cho việc lao động khổ sai, được đặt ở nơi có kinh tế kém phát triển trên lãnh thổ của một quốc gia (thường là thuộc địa), và ở quy mô lớn hơn nhiều so với trại tù.

## Pháp
Pháp từng đày tội phạm đến các xứ thuộc địa nhiệt đới trong đó Louisiana vào đầu thế kỷ 18. Đảo Quỷ (Île du Diable) ở Guiana thuộc Pháp trong thời gian 1852–1939 đã tiếp nhận những kẻ phạm tội lừa đảo và các tội danh khác. New Caledonia and và Đảo Thông (Île des Pins) ở Melanesia (ở Thái Bình Dương) đã tiếp nhận những người bất đồng chính kiến được chuyển đến, bao gồm những người ủng hộ Công xã Paris, quân nổi dậy Kabyles ở Algerie cũng như những tội phạm bị kết án từ những năm 1860 đến 1897.

## Các nước khác
- Nhà Thanh (1644–1912) đã lưu đày tội phạm đến khu vực Tân Cương ở phía tây bắc Trung Quốc.
- Đế quốc Nga đã biến Siberia và khu vực Viễn Đông Nga thành nơi lưu đày (Katorga) tội phạm và những người bất đồng chính kiến. Mặc dù tiếp giáp địa lý với trung tâm nước Nga, Siberia vẫn là một địa điểm hẻo lánh với khí hậu khắc nghiệt. Năm 1857, một thuộc địa lưu đày được thiết lập trên đảo Sakhalin. Hệ thống nhà tù Gulag thời Liên Xô và tiền thân của nó thời Sa hoàng là hệ thông katorga, tù nhân phải lao động khổ sai bằng cách khai thác gỗ, làm lâm nghiệp, khai thác mỏ, cũng như xây dựng đường cao tốc và đường sắt xuyên Siberia và các vùng khác. Tại Liên bang Nga hiện nay, các trại lao động cải tạo là một kiểu nhà tù thường thấy.
- Vương quốc Hawaii dưới thời vua Kamehameha III (trị vì 1825–1854) đã thay thế hình phạt tử hình bằng lưu đày, đảo Kahoolawe trở thành nơi lưu đày nam phạm nhân khoảng năm 1830, trong khi Kaena Point trên đảo Lanai là nơi giam giữ nữ phạm nhân. Điều luật quy định hòn đảo này là nơi lưu đày đã được bải bỏ năm 1853.
- Đảo Buru ở Indonesia từng là địa điểm lưu đày trong thời kỳ Trật tự mới để giam giữ tù nhân chính trị.
- Chế độ Apartheid của  Cộng hòa Nam Phi đã biến đảo Robben thành nơi lưu đày các nhà hoạt động chống chế độ phân biệt chủng tộc.
- Hà Lan đã thiết lập thuộc địa lưu đày từ cuối thế kỷ 19. Bộ Tư pháp đã bắt đầu tiếp nhận thị trấn Veenhuizen (ban đầu được một công ty tư nhân thành lập để "cải tạo" những người vô gia cư ở các thành phố lớn ở phía tây đất nước như Amsterdam) và biến nó thành một cụm nhà tù. Thị trấn tọa lạc tại tỉnh Drenthe ở phía bắc và thưa dân nhất cả nước, bị cô lập giữa một khu vực than bùn và đầm lầy rộng lớn.
- Một số nguồn cho rằng các trại lao động cưỡng bức của Đức Quốc Xã (Arbeitslager) ở Châu Âu bị Đức chiếm đóng là các thuộc địa lưu đày.[2]
- Ở Bắc Triều Tiên có một hệ thống trừng phạt bao gồm các trại lao động tù nhân và các trại cải tạo.[3]
- Trại tập trung Tarrafal từng là địa điểm lưu đầy của Bồ Đào Nha ở quần đảo Cape Verde, được thủ tướng chính phủ Bồ Đào Nha Salazar thành lập năm 1936 dành cho những đối thủ chống phát xít của chế độ cánh hữu. Ít nhất 32 người theo chủ nghĩa vô chính phủ, người cộng sản và những người chống đối chế độ của Salazar đã chết trong trại này. Trại đóng cửa vào năm 1954 nhưng được mở lại vào những năm 1970 để giam giữ các nhà lãnh đạo châu Phi chống lại chủ nghĩa thực dân Bồ Đào Nha.
- Tây Ban Nha từng duy trì một thuộc địa lưu đày ở Fernando Po ở Guinea Xích Đạo ngày nay.[4] Hòn đảo Cabrera nhỏ bé trong một thời gian ngắn từng là thuộc địa lưu đày, ở đây xấp xỉ 7.000 tù nhân chiến tranh người Pháp trong trận Bailén (1808) bị bỏ mặc trong nhiều năm; chưa đến một nửa số này sống sót.[5]
- Đài Loan thiết lập thuộc địa lưu đày tại Lục Đảo trong thời kỳ Tưởng Giới Thạch khủng bố trắng từ năm 1949–1987. Tính đến  năm 2015, hòn đảo đã trở thành một địa điểm du lịch.
- Côn Đảo được cả thực dân Pháp (từ năm 1861) và Việt Nam Cộng hoà (từ 1954 và trong suốt Chiến tranh Việt Nam từ 1955–1975) dùng làm nơi lưu đày tù nhân.
- Đế quốc Ottoman thiết lập thuộc địa lưu đày ở Fezzan vì đây là tỉnh cách xa thủ đô Istanbul nhất.
- Có nhiều thuộc địa lưu đày ở Philippines, trong đó có Trại trừng phạt và nhà tù Iwahig ở Palawan, và Trại trừng phạt và nhà tù Davao ở Davao.